# Mathieu Delarive
Mathieu Delarive (* 5. Februar 1975 in Paris) ist ein französischer Schauspieler.

## Leben
Mathieu Delarive erhielt seine Schauspielausbildung an der Cours Florent in Paris; später unternahm er weitere Fort- und Weiterbildungen (u. a. bei Les Ateliers de Chaillot und den Ateliers Steve Kalfa) und besuchte Kurse nach der Meisner-Methode. Nach seiner Ausbildung spielte er am Théâtre des Variétés in Paris erste Bühnenrollen, u. a. in Le Faiseur (Regie: Michel Galabru), Le Malade imaginaire und in der Bühnenfassung von Le Talentueux Mr. Ripley nach dem Roman von Patricia Highsmith. Anschließend arbeitete er hauptsächlich für das Fernsehen und das Kino. 2013 gastierte er erneut am Théâtre des Variétés neben Amanda Lear, die die Hauptrolle spielte, als Baptiste in dem Theaterstück Divina von Jean Robert-Charrier (Inszenierung: Nicolas Briançon).
Sein Fernsehdebüt hatte er 1996 in der französischen Mini-Serie Terre indigo von Jean Sagols (mit Francis Huster in der Hauptrolle), einer in den Zwanziger Jahren spielenden französischen Familiensaga. Anschließend folgte eine Gastrolle in der US-amerikanischen Sitcom Alle unter einem Dach.
In den folgenden Jahren wurde Delarive einer der regelmäßig für das französische Fernsehen gebuchten Schauspieler. Er spielte in zahlreichen Fernsehfilmen, Miniserien und Fernsehserien mit. Seit 1997 arbeitete er für das Fernsehen u. a. unter der Regie von Serge Moati, Serge Korber, Jean-Louis Lorenzi, Agnès Delarive, Lionel Epp, Jean Sagols, Arnaud Sélignac, Claude Goretta und Élisabeth Rappeneau. Wiederkehrende Serienrollen hatte er in den französischen Fernsehserien Cellule Identité (2008; als Polizeioffizier Capitaine Clément Valois), Ligne de feu (2009; als Feuerwehrmann Iker Larramendy) und in Les Bleus (2007–2010). In Les Bleus spielte er Yann Berthier, einen Capitaine der BAC (Brigade anti-criminalité), und den Lebensgefährten der homosexuellen Serienhauptfigur, dem Polizisten Kévin Laporte.
Delarive arbeitete auch für das Kino, wo er meistens kleinere Nebenrollen hatte. Im Kino spielte er u. a. unter der Regie von Jean Veber, Gérard Pirès, Raffy Shart und Philippe Lefebvre. In dem Kinofilm Comme les cinq doigts de la main (2010) von Alexandre Arcady spielte er den jüngsten von fünf Brüdern, an der Seite von Patrick Bruel, Pascal Elbé, Eric Caravaca, Vincent Elbaz und Françoise Fabian. Er spielte außerdem in Kurzfilmen von Didier Blasco, Guillaume Husson, José Fosse, Vincent Perez (2000; in Drogenszenen) und Michaël Nakache mit.
Im Mai 2017 war Delarive im ZDF in dem „Herzkino“-Fernsehfilm Fluss des Lebens – Geliebte Loire in der männlichen Hauptrolle zu sehen; er spielte, neben Anna Fischer und Lisa Kreuzer in den weiteren Hauptrollen, den Schiffskapitän Pierre. Delarive, der über gute Deutschkenntnisse verfügt, sprach seine Rolle in deutscher Sprache selbst, ohne Synchronisation. In der ARD-Fernsehreihe Weingut Wader übernahm Delarive im III. und IV. Teil, die im Herbst 2019 erstausgestrahlt wurden, die Rolle des französischen Weinkommissionärs Christian Lemaire.
Delarive lebt in Paris.

## Filmografie (Auswahl)
- 1996: Terre indigo (Fernsehserie; Serienrolle)
- 1996: Alle unter einem Dach (Fernsehserie, zwei Folgen)
- 1997: Le Grand Batre (Fernsehfilm)
- 1998: La Clef des champs (Fernsehfilm; Zweiteiler)
- 1998: Pain au chocolat (Kurzfilm)
- 1999: Mon plus beau mariage (Kurzfilm)
- 1999: Petit Marcel (Kurzfilm)
- 2000: Drogenszenen (Scénarios sur la drogue; Episodenfilm)
- 2001: Commissariat Bastille: Feux croisés (Fernsehserie, eine Folge)
- 2001; 2005: Louis Page (Fernsehserie, zwei Folgen, verschiedene Rollen)
- 2002–2003: Caméra café (Fernsehserie, zwei Folgen)
- 2003: Le pharmacien de garde (Kinofilm)
- 2003: Un été de canicule (Fernsehfilm; Dreiteiler)
- 2004: Une femme d'honneur: Femmes d'occasion (Fernsehserie, eine Folge)
- 2004: Fabien Cosma: D'un battement de cils (Fernsehserie, eine Folge)
- 2004: Double zéro (Kinofilm)
- 2005: Das Vermächtnis der Osmanen (Le Dernier seigneur des Balkans; Miniserie)
- 2005: Convivium (Kurzfilm)
- 2005: Sky Fighters (Les Chevaliers du ciel; Kinofilm)
- 2006: Incontrôlable (Kinofilm)
- 2006: Les Secrets du volcan (Fernsehfilm; Miniserie)
- 2006: Le Juge est une femme: À cœur perdu (Fernsehserie, eine Folge)
- 2006: Kommissar Moulin: La dernière affaire (Fernsehserie, eine Folge)
- 2007: Alice et Charlie: Témoin a domicile (Fernsehserie, eine Folge)
- 2007–2010: Les Bleus, premiers pas dans la police (Fernsehserie, Serienrolle)
- 2008: Cellule Identité (Fernsehserie; Serienrolle)
- 2009: Ligne de feu (Fernsehserie; Serienrolle)
- 2009: Le siffleur (Kinofilm)
- 2011: Dans la peau d'une grande (Fernsehfilm)
- 2011: I Love Périgord (Fernsehfilm)
- 2013: La croisière: Famille, je vous aime (Fernsehserie, eine Folge)
- 2015: Presque parfaites: Le petit monstre (Fernsehserie, eine Folge)
- 2015: Section de recherches: Chasse au trésor (Fernsehserie, eine Folge)
- 2015–2016: Famille d'accueil (Fernsehserie; Serienrolle)
- 2016: Picnic in Gaza (Kinofilm)
- 2016: Nina: Maternités (Fernsehserie, eine Folge)
- 2016: Emma (Fernsehserie, zwei Folgen)
- 2017: Fluss des Lebens – Geliebte Loire (Fernsehfilm)
- 2019: Weingut Wader – Nur zusammen sind wir stark (Fernsehreihe)
- 2019: Weingut Wader – Neue Wege (Fernsehreihe)